# イスパフベダーン家
イスパフベダーン家またはアスパーフバド家はサーサーン朝時代の貴族の家系。七大貴族の一つに数えられる。サーサーン家と同様にアケメネス朝の末裔を称している。またゾロアスター教における伝説上のカイ王朝の君主Isfandiyarの末裔を称している。Isfandiyarはゾロアスター教文献によれば、初期のゾロアスター教徒、ヴィシュタースパの息子であった。サーサーン朝の滅亡後にはバーヴァンド朝として存続し、14世紀まで命脈を保った。

## 起源と祖先
イスパフベダーン家はその起源が軍司令官（スパーフベド）まで遡ることができる家系であり、王国内でも重要な役割を占めていた。イスパフベダーン家の創設にまつわる伝説によると、アルサケス朝パルティアの王
フラーテス4世の娘Koshmは、「全イラン人の将軍」に嫁いだ。そしてその間に生まれた子どもは、"Aspahpet Pahlav"の称号を得ており、彼がイスパフベダーン家を創設した。アルサケス朝の血統を引いていることから、伝説上のカイ王朝のダラ2世やEsfandiyarの子孫を自称している。

## 歴史
サーサーン朝時代、イスパフベダーン家は高い地位を得ていたので、まるで「サーサーン朝の親族でありパートナー」のようであった。本来は、ホラーサーン地方を世襲支配していたが、次第にエーラーンシャーの北西部地域（エーラーンシャーは4つの地域で構成されており、その地域をクスト、kustと呼ぶ）を支配するようになった（同名の州Adurbadaganとは別であり混同に注意）。この家系からはサーサーン朝の実力者を多数輩出しており、例えばシャーとして即位したファッルフ・ホルミズド（ホルミズド5世）やヴィスタム、権力者となったロスタム・ファーロフザードやファールフザード、イスファンディヤール（Isfandyadh）がいる。

### 二度の王位簒奪
イスパフベダーン家からは二人のサーサーン朝のシャーを輩出している。

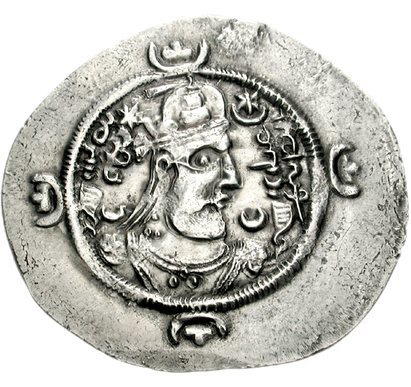
ヴィスタムの硬貨

一人目はヴィスタムである。彼は弟のヴィンドゥーヤ（Vinduyih）とともにホスロー2世の即位に大きく貢献し、スパーフベドに任命された。しかし、彼らの権勢を嫌ったホスロー2世によりヴィンドゥーヤが処刑されると、ヴィスタムは反乱を起こし王位を賤称した。この反乱はミフラーン家にも加勢され、594年から600年まで7年間続いた。伝説によると、ホスローに結婚の約束を持ちかけられた妻ゴルディヤによって暗殺された。彼の死後、後継の北の軍司令官（スパーフベド）には息子のファッロフザード・ホルミズドが任命された。

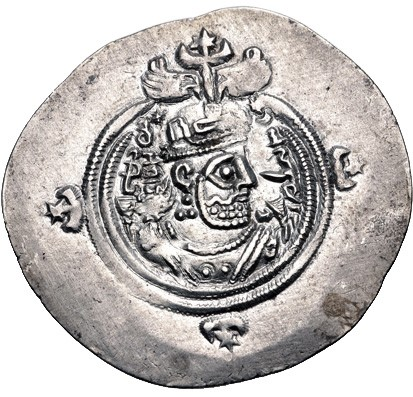
ホルミズド5世の硬貨

二人目はそのファッロフザード・ホルミズド（ホルミズド5世）である。ホスロー2世の死（628年）後、サーサーン朝では内乱が起きた。630年に彼は女帝ボーラーンドゥフトを擁立するも、ミフラーン家勢力によって退位させられ、代わりにミフラーン家のシャープール5世が立った。これに対抗して女帝アーザルミードゥフトが擁立されると、ファッロフザードは彼女に求婚した。しかし、彼はそれを断られると彼女を廃位し、自身がシャーとして即位した。しかし、彼の治世は1年間（630年〜631年）のみであり、アーザルミードゥフトと手を組んだミフラーン家のスィヤーヴァフシュ（Siyavakhsh）によって暗殺された。

### イスラーム教徒の征服への対応
イスパフベダーン家の当主にあたるファールフザード（ファッロフザード）は、ニハーヴァンドの戦いによる事実上の帝国の崩壊を受け、サーサーン朝最後の王ヤズデギルド3世と逃避行をつづけた。651年に、ヤズデギルドと別れると（同年にヤズデギルドは暗殺されサーサーン朝は滅亡する）、彼はアラブ人と同盟を結んだ。そのままアラブ人ムスリム軍と連合し、ファッロフザードの父ホルミズド5世を処刑した、ミフラーン家のスィヤーヴァフシュ（Siyavakhsh）を破り戦死させた。ファッロフザードはタバリスターンを根拠地として、14世紀まで存続する独自の王朝バーヴァンド朝
を築いた。
同様に、イスパフベダーン家の傍流にあたるイスファンディヤール・バハラーム兄弟が治めるAdurbadaganにも侵攻してきた。イスファンディヤールはアラブ人に対抗し戦ったが、惨敗し捕虜となった。捕虜となったイスファンディヤールは、アラブ軍の将軍Bukayr ibn Abdallahに対して、「もしアゼルバイジャンを容易かつ平和的に征服したいならば、和平を結ぶべき」と主張した。バルアミーによれば、イスファンディヤールは「もし私が殺されることになれば、アゼルバイジャンの皆が『必ず』私の血に対する復讐として立ち上がり、アラブ軍に対して戦争を起こすでしょう」と脅している。アラブ軍はこの忠告を容れて、和平を結んだが、バハラームはアラブ軍に降ることを拒み抵抗を続けた。しかし、すぐにアラブ軍に鎮圧されアゼルバイジャンから追放された。こうしてイスパフベダーン家の根拠地はイスラム帝国のものとなった。